# Les Idées d'Achille Talon, cerveau-choc !
Les Idées d'Achille Talon, cerveau-choc ! est un album de bande dessinée réalisé par Greg, premier tome de la série Achille Talon, paru en 1965 chez Dargaud.
L'album nous introduit aux élucubrations variées d'Achille et de Hilarion Lefuneste dans une série de gags en une page. Certains personnages récurrents de la série y font leur apparition, comme Vincent Poursan, le major Lafrime, l'élue du cœur d'Achille, Virgule de Guillemets, Hécatombe la dame de maison musclée de Virgule, et deux jeunes enfants qui ne reviendront que dans l'album suivant.